# Pablo Ledesma
Pablo Martín Ledesma (La Falda, 4 febbraio 1984) è un ex calciatore argentino, di ruolo centrocampista.

## Carriera

### Club

#### Gli inizi al Talleres e l'approdo al Boca Juniors
Cresciuto nel Talleres, passa poi al Boca Juniors con il quale esordisce il 17 giugno 2004 nella semifinale della Coppa Libertadores contro il River Plate, vinta ai rigori di cui uno segnato proprio da Ledesma.
Nel Torneo di Clausura 2006 entra definitivamente in prima squadra, collezionando 108 presenze in Campionato (con 8 reti), 12 in Copa Libertadores, con 2 reti contro Cúcuta e Grêmio più il rigore segnato contro il River.
Il 16 dicembre 2007 ha partecipato alla finale della Coppa del mondo per club persa contro il Milan, subentrando al 22' della ripresa a González e siglando un'ininfluente seconda rete che ha chiuso la partita sul punteggio di 4-2 per gli avversari.

#### L'arrivo a Catania
Dopo cinque stagioni presso il Boca Juniors, viene acquisito a titolo definitivo dal Catania durante il mercato estivo 2008 per una cifra vicina ai 3 milioni di euro, diventando un punto di riferimento negli schemi tattici di Walter Zenga. Dopo una pubalgia che lo aveva tenuto lontano dai campi da novembre, il 15 febbraio realizza il suo primo gol italiano in Chievo Verona-Catania (1-1) su rigore all'11', mentre realizza il secondo il 1º marzo contro il Palermo.
Il 19 aprile dello stesso anno, durante il match casalingo contro la Sampdoria, è costretto a lasciare anzitempo il rettangolo di gioco a causa della rottura del legamento crociato anteriore del ginocchio destro; infortunio che lo costringerà a saltare l'ultima fase della stagione ed il ritiro precampionato e le prime giornate della stagione 2009-2010 tornando dopo aver fatto la prima partita dopo quasi sei mesi con la primavera del Catania contro la Lazio (4-3 per la Lazio) facendo un assist. Nell'ultima giornata di campionato in casa dell'Inter segna il gol della bandiera nella sconfitta per 3 a 1.

#### Il ritorno in Argentina
Dopo quattro stagioni, in scadenza di contratto senza aver trovato l'accordo per il rinnovo col Catania, ritorna al Boca Juniors dove rimarrà per due anni.
Il 26 gennaio del 2015, con una nota apparsa sul sito ufficiale, il Colon de Santa Fe ha annunciato l'acquisto del classe '84, firmando un contratto valido per tutto il 2015, in seguito poi prolungato fino al 2018.

### Nazionale
Il 18 aprile 2007 esordisce in Nazionale contro il Cile.

## Statistiche

### Cronologia presenze e reti in nazionale
| Cronologia completa delle presenze e delle reti in nazionale ― Argentina | Cronologia completa delle presenze e delle reti in nazionale ― Argentina | Cronologia completa delle presenze e delle reti in nazionale ― Argentina | Cronologia completa delle presenze e delle reti in nazionale ― Argentina | Cronologia completa delle presenze e delle reti in nazionale ― Argentina | Cronologia completa delle presenze e delle reti in nazionale ― Argentina | Cronologia completa delle presenze e delle reti in nazionale ― Argentina | Cronologia completa delle presenze e delle reti in nazionale ― Argentina |
| Data                                                                     | Città                                                                    | In casa                                                                  | Risultato                                                                | Ospiti                                                                   | Competizione                                                             | Reti                                                                     | Note                                                                     |
| ------------------------------------------------------------------------ | ------------------------------------------------------------------------ | ------------------------------------------------------------------------ | ------------------------------------------------------------------------ | ------------------------------------------------------------------------ | ------------------------------------------------------------------------ | ------------------------------------------------------------------------ | ------------------------------------------------------------------------ |
| 18-4-2007                                                                | Mendoza                                                                  | Argentina                                                                | 0 – 0                                                                    | Cile                                                                     | Amichevole                                                               | -                                                                        | 82’                                                                      |
| 20-8-2008                                                                | Minsk                                                                    | Bielorussia                                                              | 0 – 0                                                                    | Argentina                                                                | Amichevole                                                               | -                                                                        | 9’ 71’                                                                   |
| Totale                                                                   |                                                                          | Presenze                                                                 | 2                                                                        |                                                                          | Reti                                                                     | 0                                                                        |                                                                          |

## Palmarès

### Club

#### Competizioni nazionali
- Campionato argentino: 2

Boca Juniors: Apertura 2005, Clausura 2006

#### Competizioni internazionali
- Coppa Libertadores: 1

Boca Juniors: 2007
- Coppa Sudamericana: 2

Boca Juniors: 2004, 2005
- Recopa Sudamericana: 2

Boca Juniors: 2005, 2006